# ABC (notation)
Pour les articles homonymes, voir ABC.
Le langage ABC est un langage informatique permettant la représentation d'une partition de musique dans un fichier texte (originellement au format ASCII). Il a été créé par Chris Walshaw. Sa caractéristique est d'être facilement lisible par les humains même si c'est un format de fichier informatique.
Particulièrement adapté à la transcription de mélodies (une seule voix), il est très utilisé pour transcrire les airs de musique traditionnelle irlandaise, écossaise, anglaise, etc. (jigs, reels, hornpipes, etc.). Il est à noter que ce système existait au XIe siècle.
Très concis, il facilite l'échange des mélodies par Internet, où l'on trouve de véritables compilations en libre disposition.

## Exemple
Voici un exemple de notation ABC
```
X:1
T:The Legacy Jig
M:6/8
L:1/8
R:jig
K:G
GFG BAB | gfg gab | GFG BAB | d2A AFD |
GFG BAB | gfg gab | age edB |1 dBA AFD :|2 dBA ABd |:
efe edB | dBA ABd | efe edB | gdB ABd |
efe edB | d2d def | gfe edB |1 dBA ABd :|2 dBA AFD |]
```

## Standards
- Version 1.6 : version originale et seul standard « terminé » disponible entre 1997 et 2010; il a été défini d'après le programme abc2mtex de Chris Walshaw.
- Version 1.7.6 : dernier brouillon auquel Chris Walshaw a participé ; le but était de standardiser les différentes extensions présentes dans les logiciels utilisant l'ABC.
- Version 2.0 : lancé par Guido Gonzato il est resté en « brouillon » jusqu'en 2010
- Version 2.1 : publié en 2011
- Version 2.2 : actuel « brouillon » (2018)

## Extensions

### ABC Plus
ABC Plus est une extension non officielle au langage ABC, qui supporte la musique polyphonique. Il est ainsi capable de transcrire une grande partie de la musique classique, piano, orchestre, musique vocale, etc.

### gabc
gabc est une extension non officielle du langage abc adaptée à la transcription des partitions grégoriennes avec une importante précision. Elle est développée dans le cadre du projet Gregorio. Le code est de la forme suivante (le texte est ici Populus Sion):
```
Po(eh/hi)pu(h)lus(h) Si(hi)on(hgh)
```

La hauteur des notes est indiquée entre parenthèses. Il est possible d'ajouter une traduction entre crochets.

## Voir aussi

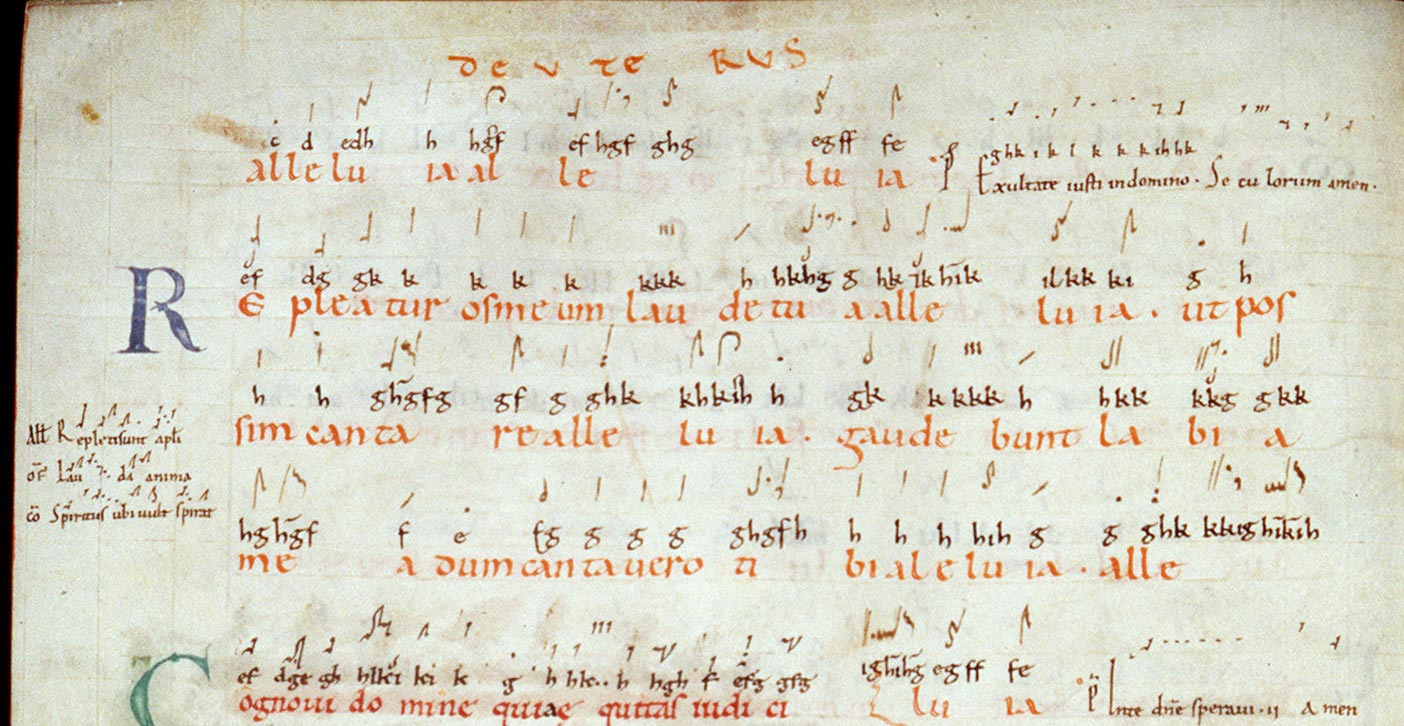
Tonaire de Saint-Bénigne de Dijon (manuscrit H159 de Montpellier, XIe siècle).